# Центральная Анатолия

Регион Центральная Анатолия на карте Турции

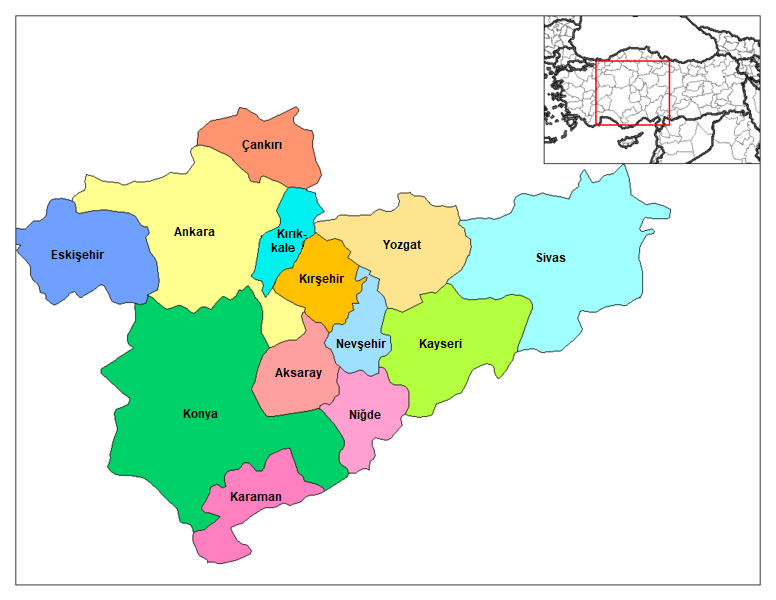
Илы региона

Регион Центральная Анатолия (тур. İç Anadolu Bölgesi) — второй по величине, один из семи географических (статистических) регионов Турции. Включает 13 илов (провинций).

## Состав
В регион входят следующие илы (провинции):
- Аксарай
- Анкара
- Чанкыры
- Эскишехир
- Караман
- Кайсери
- Кырыккале
- Кыршехир
- Конья
- Невшехир
- Нигде
- Сивас
- Йозгат

## Население
Численность населения региона по состоянию на 1 января 2014 года составляет 12226350 человек.
| Ил        | Население, чел. 31.XII. 2013 |
| --------- | ---------------------------- |
| Аксарай   | 382806                       |
| Анкара    | 5045083                      |
| Чанкыры   | 190909                       |
| Эскишехир | 799724                       |
| Караман   | 237939                       |
| Кайсери   | 1295355                      |
| Кырыккале | 274658                       |
| Кыршехир  | 223498                       |
| Конья     | 2079225                      |
| Невшехир  | 285460                       |
| Нигде     | 343658                       |
| Сивас     | 623824                       |
| Йозгат    | 444211                       |
| всего     | 12226350                     |